# Torrock
Torrock  è un comune del Ciad situato nel dipartimento di Mayo-Dallah, provincia di Mayo-Kebbi Ovest.